# Jan Calta z Kamenné Hory
Jan Calta z Kamenné Hory (německy Johann Czalta von Steinberg, 1426?–1465) byl český šlechtic a politik. Přestože pocházel z méně významného rodu, zastával několik významných úřadů a podařilo se mu podstatně rozšířit rodový majetek.

## Život
Vladycký rod Caltů z Kamenné Hory, jež měli v erbu caltu (veku) na štítě i zdobné helmě, se v berním rejstříku Plzeňského kraje poprvé připomíná v roce 1379 na tvrzi Caltov u Plané (vdova Anka na Caltově). V roce 1399 získal Bušek Calta z Kamenné hory od synů Boreše z Rýzmburka (též zvaný Boreš z Oseka) Štědrý hrádek. Bušek se před svou smrtí připomíná též v roce 1428. Buškův syn Jan se narodil pravděpodobně v roce 1426. Rytíř Bušek z Kamenné Hory, zemřel již v roce 1433.
Rabštejnské panství, které Jan po otci zdědil, proto spravoval Burian I. z Gutštejna a v letech 1446–1447 spolu o vydání dědictví vedli spor. V době okolo roku 1450 patřil Jan Calta mezi významné podporovatele pozdějšího krále Jiřího z Poděbrad a je uváděn jako jeho švagr. Je tedy možné, že se oženil s jeho blíže neznámou sestrou. Druhou manželkou se stala Kunhuta z Ronova († před rokem 1472). Z dětí jsou známé tři dcery, z nichž dvě se provdaly za příslušníky pánů z Kunštátu a pánů ze Švamberka. Třetí dcera, Bonuše (též uváděná jako Anna), si vzala Beneše z Veitmile. Podle nejasné písemné zmínky v chebském archívu mohl mít ještě čtvrtou dceru Dorotheu.

## Kariéra

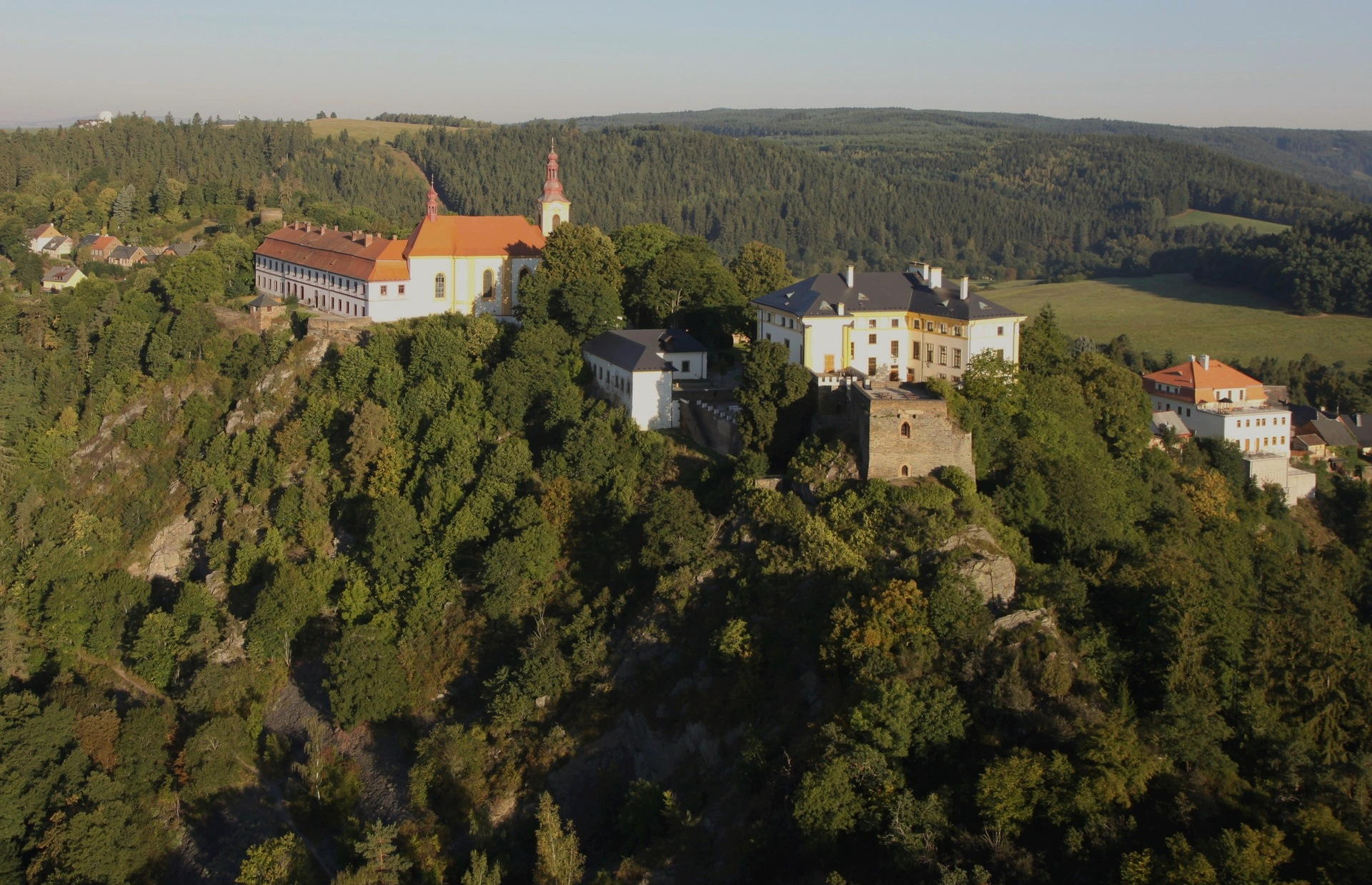
Rabštejn nad Střelou

Jan Calta patřil od roku 1454 mezi osm zástupců nižší šlechty v zemském soudu. V roce 1455 je uváděn jako rádce a komorník krále Ladislava Pohrobka a v letech 1457–1458 byl nejvyšším mincmistrem. Velkým zdrojem příjmů bylo Caltovo podnikání v oblasti žoldnéřství. Pro tažení saského vévody Viléma III. proti městu Soest v roce 1447 naverboval asi 1200 mužů z celkem šesti tisíc žoldnéřů. Za tažení si naúčtoval přes 17 000 rýnských zlatých, ale vévoda Vilém nebyl schopen zaplatit celou částku. Jan Calta proto vévodu vystavil nactiutrhačné kampani, během které nechal ve Vídni rozšířit urážlivé obrazy a v Praze rozšířil pomluvy Vilémovy matky. Peníze, kterých se však domohl až v roce 1459, mu umožnily vyplatit Chomutov ze zástavy Jana z Lobkovic. V roce 1460 přispěl asi 1500 muži do českého žoldnéřského vojska o síle pěti tisíc mužů, které si najal vévoda Ludvík IX. Bavorský za 13 500 rýnských zlatých, 3000 bavorských hřiven a 3000 uherských dukátů. Ze získaných peněz však musel použít asi jednu třetinu na smluvní úhradu škod žoldnéřů, které utrpěli při výkonu služby. Roku 1451 byl také jedním z velitelů vojska, které obléhalo hrad Perštejn.

## Majetek
Kromě zděděného rabštejnského panství, získal Jan Calta roku 1448 do zástavy Žihli a v roce 1453 vznášel majetkové nároky v Žiželicích. Ve stejném roce dostal od krále Ladislava Pohrobka Přívozec a o dva roky později Chomutov a Blatno. Dále k jeho panstvím patřily také Chyše a Řepany.